# Perizoma lacteiguttata
Perizoma lacteiguttata là một loài bướm đêm trong họ Geometridae.